# Mana (artiest)

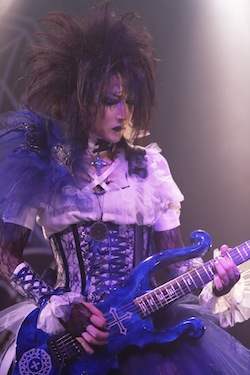
Mana in 2011

Mana (Hiroshima, 19 maart 1969) is een Japans muzikant en kledingontwerper. Hij is beroemd door zijn plaats als leider en gitarist in de invloedrijke visual kei band Malice Mizer. Ook is hij bekend als een van de boegbeelden van de Gothic Lolita mode, aangezien hij meegeholpen heeft het populairder te maken. Moi dix Mois is Mana's huidige project.

## Achtergrond
Mana is geboren op 19 maart 1969, in Hiroshima; ook al bestaan er veel geruchten, zijn echte naam en geboortejaar zijn onbekend. Al op een vroege leeftijd werd Mana door zijn ouders geïntroduceerd in de klassieke muziek, zij waren beide muziekleraar; klassieke muziek is altijd van invloed gebleven op Mana's muziek. Mana heeft gezegd dat hij begon met muziek maken toen hij in het voortgezet onderwijs zat, hij luisterde toen vooral naar Mötley Crüe. Mana's composities zijn een mix van klassieke muziek (vooral barokmuziek, met orgel en piano; hij houdt ook van muziek van Johann Sebastian Bach) met heavy metal, gothic rock, industrial en andere meer ongewone muziekstromingen zoals Franse popmuziek. In een interview in 2006 vertelde Mana dat hij geen fundamentele theoretische opleiding betreffende muziek heeft gehad.

## Projectgeschiedenis
Mana's eerste band was Girl'e, een punk band die actief was rond 1989-1990; en Matenrou (摩天楼, Skyscraper), actief in 1990-1992. Nadat Matenrou stopte in april 1992, richtten Mana en gitarist Közi Malice Mizer op in augustus van dat jaar. Mana was de band zijn leadgitarist, liedjesschrijver, choreograaf en algemeen artistiek bedenker. Hij richtte ook een Indie-muzieklabel op, MidiːNette, waarbij het meeste werk van Malice Mizer uitgegeven is. Nadat Malice Mizer ermee stopte in 2001, richtte Mana een soloproject op, Moi dix Mois. Hij componeert alle muziek van Moi dix Mois, schrijft de teksten, geeft het uit, leidt het en ontwerpt de kleding voor de optredens.

In 1999 creëerde hij zijn eigen kledinglabel, Moi-même-Moitié, dat twee stijlen omvat, namelijk Elegant Gothic Lolita en Elegant Gothic Aristocrat. Mana verschijnt nog regelmatig in de Gothic & Lolita Bible, waarmee hij voor zijn eigen kledinglijn poseert en updates geeft van zijn projecten.
In 2002 contracteerde Mana visual kei duo Schwarz Stein bij MidiːNette en begon met produceren voor hen. Ondanks hun groeiende succes, ging Schwarz Stein uit elkaar in maart 2004, en sindsdien is Mana op zoek naar bands die hij contracteren kan.
In 2004 ging Mana's fanclub internationaal (wat erg zeldzaam is voor Japanse muzikanten), ook zette hij een internationale distributie op voor zijn muziek en kleding. Hij speelde zijn eerste concert met Moi dix Mois uit Japan in maart 2005 in München en Parijs. Recentelijk verscheen hij nog met een interview in het Duitse tijdschrift Orkus.
Aan het eind van 2007 ging hij terug naar Europa, hij trad op in Frankrijk (een DVD van dat concert kwam uit op 30 januari 2008) en Duitsland, maar ditmaal ook in Finland, Zweden, Spanje en Italië.

## Publiek gedrag
Mana praat of lacht zeer zelden in publieke omstandigheden. In de gefilmde interviews fluistert hij in het oor van een ander bandlid of vertrouweling, die vervolgens de interviewer vertelt wat Mana zei. Wat hij ook weleens doet is in de camera kijken waar dan ondertiteling bij verschijnt, Ja/Nee-bordjes gebruikt en gebaren maakt. De reden die Mana hiervoor geeft is dat zijn muziek voor hem spreekt.

Een van de zeldzame momenten waarop Mana sprak was in een 1996 Malice Mizer interview bij de tv-show Hot Wave, waar hij per ongeluk antwoordde "Gitaa no Mana desu" ("Ik ben Mana, de gitarist") toen hij geïntroduceerd werd. De rest van het interview fluisterde Mana in Gackt zijn oor. In een ander interview, om hun single Gekka No Yasoukyoku te promoten, zat hij op de vloer. Toen de interviewer naar hem toe kwam en hem vroeg waarom hij daar zo zat, antwoordde hij: "omdat het schattig is".